# Territoriale Integrität
Territoriale Integrität oder territoriale Unversehrtheit ist ein Begriff aus dem Völkerrecht und bezeichnet die Unverletzlichkeit des Hoheitsgebietes (Territoriums) und der Grenzen souveräner Staaten. Der Anwendungsbereich des Prinzips der territorialen Integrität ist auf die Beziehungen zwischen Staaten beschränkt.

Artikel 2 Absatz 4 der Charta der Vereinten Nationen bestimmt: 

„Alle Mitglieder unterlassen in ihren internationalen Beziehungen jede gegen die territoriale Unversehrtheit oder die politische Unabhängigkeit eines Staates gerichtete oder sonst mit den Zielen der Vereinten Nationen unvereinbare Androhung oder Anwendung von Gewalt.“

## Umweltvölkerrecht
Im Gegensatz zum absoluten Prinzip der territorialen Souveränität, welches gleichwohl weiter Anwendung findet, impliziert die territoriale Integrität im Umweltvölkerrecht, dass auch von außen induzierte Umwelteinflüsse eine Verletzung der territorialen Integrität bedeuten. Der Schutz derselben bedingt somit einen Abstrich bei der territorialen Souveränität, da es den Staaten, in Berücksichtigung der auf andere abfallenden Effekte, nicht mehr vollkommen frei steht, was sie auf ihrem Territorium tun. Erhebliche und zurechenbare Verschmutzung etwa von mehrere Länder durchquerenden Flüssen kann so nicht mehr gerechtfertigt werden.